# Timonius salsedoi
Timonius salsedoi är en måreväxtart som beskrevs av Francis Raymond Fosberg och Marie-Hélène Sachet. Timonius salsedoi ingår i släktet Timonius och familjen måreväxter. Inga underarter finns listade i Catalogue of Life.